# Casti connubii
Casti Connubii (łac. Czystego małżeństwa) – encyklika promulgowana przez papieża Piusa XI 31 grudnia 1930. Podkreśliła świętość małżeństwa, zabroniła jako grzechu ciężkiego używania wszelkich form sztucznej kontroli urodzeń i przypomniała o potępieniu aborcji. Papież Pius XI przedstawia w niej swój sceptycyzm wobec emancypacji kobiet. Jego zdaniem równouprawnienie prowadzi do zburzenia podstaw całej rodziny.